# Ichneumon recticornis
Ichneumon recticornis là một loài tò vò trong họ Ichneumonidae.